# Кугультинов, Давид Никитич
Дави́д Ники́тич Кугульти́нов (калм. Көглтин Дава; 13 марта 1922 — 17 июня 2006) — калмыцкий советский поэт, педагог, фронтовой корреспондент. Народный поэт Калмыцкой АССР (1969). Герой Социалистического Труда (1990). Лауреат Государственной премии СССР (1976). Депутат Верховного Совета Калмыцкой АССР (1980, 1985 гг.). Народный депутат СССР (1989—1991).

## Биография
Д. Н. Кугультинов родился 13 марта 1922 года в селении Абганер Гаханкин (ныне Эсто-Алтай Яшалтинского района в Республике Калмыкия) в зажиточной семье. В 1931 году дед Давида Кугультинова был раскулачен и вместе со всей семьёй сослан в Алтайский край. Давид вместе с отцом перебрался в совхоз № 107 «Тангчин Зянг» Приютненского района, где он пошёл в школу. В 12 лет будущий поэт издал первое стихотворение на тему успешного проведения отёлочной кампании, за что получил в подарок томик Карла Маркса. С 1937 года обучался в элистинской школе № 1. В этой школе вошёл в «Тайный союз вечных друзей». По доносу одного из учеников школы на него было заведено дело. Благодаря вмешательству будущего секретаря райкома партии В. П. Козлова, ему удалось избежать последствий. В 1939 году поступил на обучение в Калмыцкий педагогический институт. С этого же времени стал печатать свои произведения на страницах республиканской периодической печати.
В 1940 году издал свои стихотворения отдельным сборником «Стихи юности», который получил положительную оценку писателя Александра Фадеева. В 18 лет Давида приняли в Союз писателей СССР. Был призван в Красную Армию со второго курса Калмыцкого педагогического института. Служил старшиной и позднее — младшим лейтенантом в составе советских войск на территории Монгольской Народной Республики. После начала Великой Отечественной войны подал прошение о направлении на фронт. С 1942 года служил политработником в составе 2-го Украинского фронта и корреспондентом дивизионной газеты 252-й стрелковой Харьковско-Братиславской дивизии. Принимал участие в форсировании Днепра и в Корсуньско-Шевченковской операции.
В мае 1944 года был отозван с фронта в рамках депортации калмыков и сослан в Сибирь. Работал преподавателем в автомобильном техникуме в Бийске. В апреле 1945 года был арестован и осуждён по статье 58/10 за стихи и выступления в защиту калмыцкого народа и сослан в Норильск, где находился около 10 лет. Работал на заводе Норильского городского лагеря. В Норильске встретил жену — Аллу Пахомову (умерла в 2006 году). В сентябре 1956 года был реабилитирован и в этом же году возвратился в Калмыкию. С июня по сентябрь 1957 года был ответственным секретарём Союза писателей Калмыкии. В сентябре 1957 года стал слушателем Высших литературных курсов при Литературном институте имени Горького, которые закончил в июне 1959 года. В 1961 году закончил экстерном Литературный институт имени Горького:

Я сдал 50 экзаменов за 30 дней экстерном и получил диплом с отличием. У меня была школа, и эта школа была оттуда. Там, в Норильске, академик Фёдоровский и геолог Урванцев (когда-то открывшие здешние месторождения, которые потом разрабатывали зеки), математик Шмидт, старые литературоведы вкладывали в меня свои знания, чтобы сберечь хоть толику их <…> Старый профессор филолог, редактировавший газету «Эхо Литвы» и бравший интервью у Чемберлена и Сталина, Гитлера и Муссолини, знаток четырнадцати языков, читал мне Гомера по-гречески и в переводе Жуковского и комментировал текст, как умели это только учёные классической школы. Им некуда было девать свои знания, как теперь некуда девать усвоенное там мне, ибо многое из усвоенного тогда далеко от поэзии.
— Курбатов В. Я. Подорожник: Встречи в пути, или Нечаянная история литературы в автографах попутчиков. — Иркутск: Издатель Сапронов, 2006. — 416 с. — С. 161.
С июня 1961 года был избран председателем Союза писателей Калмыкии.
С 1970 года по 1990 год был секретарём правления Союза писателей РСФСР. В 1971—1972 года был рабочим секретарём правления Союза писателей РСФСР. С декабря 1973 года по август 1991 год был председателем правления Союза писателей Калмыкии. В 1980 году был избран депутатом Верховного Совета Калмыцкой АССР и в 1985 году был снова переизбран. Народный депутат СССР (1989—1991). В 1991 году был избран членом ЦК и Политбюро ЦК Компартии России.
Выдвигался в Госдуму РФ в 2003 году от блока ПВР и РПЖ.
Скончался 17 июня 2006 года. Похоронен в Элисте.

## Творчество
Автор многих книг стихов, поэмы «Бунт разума», стихотворных сказок. На творчество поэта большое влияние оказал калмыцкий национальный эпос «Джангар». В 1965 году издал сборник «Стихи», который был выдвинут на соискание Ленинской премии. В 1970 году в Москве в издательстве «Художественная литература» вышел двухтомник сочинений с предисловием Семёна Липкина. В 1977 году в издательстве «Художественная литература» вышел очередное собрание произведений в трёх томах.
На русский язык его стихи переводила в числе других переводчиков Юлия Нейман.

## Награды и премии
- Герой Социалистического Труда — Указом № УП — 930 Президента СССР Михаила Сергеевич Горбачёва «О присвоении звания Героя Социалистического Труда тов. Кугультинову Д. Н.» от 26 октября 1990 года «за большие заслуги в развитии советской многонациональной литературы и активную общественную деятельность»[2].
- Орден «За заслуги перед Отечеством» III степени (12 марта 1997 года) — за заслуги перед государством и выдающийся вклад в развитие отечественной литературы[3]
- Два ордена Ленина (12.03.1982; 26.10.1990)
- Орден Отечественной войны II степени (11.03.1985)
- Орден Трудового Красного Знамени (10.03.1972)
- Орден Дружбы народов (16.11.1984)
- Государственная премия СССР (1976) — за книгу стихов «Зов апреля» (издана в 1975 году)
- Государственная премия РСФСР имени М. Горького (1967) — за книгу стихов «Я твой ровесник» (1966)
- Народный поэт Калмыцкой АССР (1969)
- Благодарность Президента Российской Федерации (5 июня 2002 года) — за большой вклад в развитие отечественной культуры[4]
- Почётная грамота Правительства Российской Федерации (22 апреля 1997 года) — за заслуги перед государством, большой личный вклад в развитие российской и мировой культуры и в связи с 75-летием со дня рождения[5]

## Память
- На Аллее героев в Элисте установлен барельеф Давида Кугультинова.
- Именем Давида Кугультинова Смитсоновская астрофизическая обсерватория зарегистрировала планету № 2296.
- На Аллее писателей в культурно-историческом комплексе «Двор кириллицы» установлен бюст памятник Давиду Кугультинову [6]
- Именем Давида Кугультинова была названа 17 школа в городе Элиста.

## Издания
- Кугультинов Д. Глазами сердца. — М.: Советский писатель, 1958.
- Кугультинов Д. Разнотравье. Стихи. Пер. с калм. — М.: Современник, 1975. — 367 с. Тираж — 20000 экз.
- Кугультинов Д. Собрание сочинений в трех томах. Пер. с калм. — М.: Художественная литература, 1976. — Тираж 75000 экз.
- Кугультинов Д. Сказки. — М.: Детская литература, 1986. — 352 с. Тираж — 100000 экз.
- Я — россиянин. Расул Гамзатов. Давид Кугультинов. Кайсын Кулиев. Мустай Карим. Стихотворения. — Уфа: Инеш, 2007. — 352 с. — ISBN 978-5-903622-03-0